# Phyllocephalum indicum
Phyllocephalum indicum là một loài thực vật có hoa trong họ Cúc. Loài này được (Less.) K.Kirkman miêu tả khoa học đầu tiên năm 1981.